# Arenillas de Villadiego
Arenillas es una localidad situada en la provincia de Burgos, comunidad autónoma de Castilla y León (España), comarca de Odra-Pisuerga, ayuntamiento de Villadiego. Bañado por el río Grande.
En 2024, contaba con 14 habitantes, situado 2,5 km al este de la capital del municipio, Villadiego, en la carretera BU-601, que atravesando Brullés y Coculina enlaza con la N-627 a la altura de La Nuez de Arriba, a orillas del río Brullés, junto a la localidad de Villalibado.
Es una Entidad Local Menor, siendo alcaldesa pedanea Leticia Lomas Vargas.

## Historia
Con el inicio de la tecnología de los metales, en el Calcolítico, se va a producir una explosión demográfica que queda plasmada en el aumento del número de yacimientos arqueológicos y su impronta, ahora normalmente asociados a zonas ribereñas ligeramente destacadas de su entorno, sin fácil defensa pero con gran accesibilidad a recursos naturales. A través de algunas intervenciones arqueológicas de excavación se conocen enclaves de habitación asociados a los característicos “campos de hoyos” meseteños, como en el término de Cascajos. El yacimiento se sitúa en la zona de terrazas fluviales que han creado el río Brullés, que discurre a unos 380, y sus tributarios como el arroyo que nace en la fuente de la Ermita, a unos 340 metros del lugar. El asentamiento ocupa la terraza inferior, que presenta una ladera de perfil amesetado que desciende de forma escalonada y tendida hacía el río. El enclave fue excavado en 1989 al encontrarse en una gravera que amenazaba su integridad, y en él se documentaron cinco hoyos. En el término de La Zarzala, junto al río Grande, en una plataforma superior, aparecieron cerámica a mano muy fragmentada y restos de industria lítica elaborada en cuarcita y sílex.
En el término de Las Cruces existen indicios de un asentamiento romano (villae Altoimperial o Tardorromano).
En el término de la fuente de la Ermita la tradición oral localiza una ermita junto a la fuente de cronología plenomedieval cristiano posible. Aquí se han localizado restos de cerámica y constructivos. En el término de la iglesia, la tradición oral ubica la aparición de varias tumbas de lajas. En este término los restos aparecidos datas cronologías posibles del Calcolítico y Pleno y Bajomedieval Cristiano. En el emplazamiento de Santervás y loma de Valdeayón, entre el río Grande y el arroyo de Valdeayón, relacionado con el despoblado La Parte I / Cuesta de Valdeperondo, ubicado este último en el término de Tablada de Villadiego, en la cima del cerro, existen indicios de una necrópolis bajomedieval cristiana y de una ermita desaparecida.
La primera cita documental de Arenillas de Villadiego tras su fundación data de 1203.
Lugar que formaba parte de la Cuadrilla de Olmos en el partido de Villadiego, uno de los catorce que formaban la Intendencia de Burgos, durante el periodo comprendido entre 1785 y 1833, en el Censo de Floridablanca de 1787; jurisdicción de señorío siendo su titular el duque de Frías; alcalde pedáneo.
Antiguo municipio de Castilla la Vieja en el partido de Villadiego código INE- 09504.
En 1751 el marqués de la Ensenada mandó hacer un Catastro con el objetivo de actualizar, unificar y también facilitar el cobro de los impuestos y para realizarlo se debía de responder a un amplio interrogatorio de cuarenta preguntas. Entre las respuestas del "Lugar de Arenillas xunto a Villadiego" se dice:

2ª "la jurisdicción ordinaria de este pueblo pertenece y ha pertenecido desde inmemorial tiempo a esta parte al excelentísimo Duque de Frías". 7ª "que hay olmos chopos, salzes". 10ª hay unas 10 fanegas de regadío (dos huertas), 770 de secano, 200 obreros de viña, 40 carros de prados y 10 fanegas de heras de trillar. 11ª Se cultiva "zenteno, cevada, yeros, titos, abena, lino, yerva y vino y ni otro alguno". 12ª Ganadería "bueis labranza, bacas, novillos, novillas, yeguas, y sus crías de unas y de otras, ovejas y sus crías, carneros, borros, borras y zerdos que se crían solo para matar en casa de sus dueños". 21ª "número de vezinos de treinta y uno, zinco viudas y no hay casa de campo ni alquerías". 22ª "quarenta y quatro casas habitables...la casa hospital, la del ayuntamiento.....en donde vive el pastor, casa mesón...la de tavernas y la fragua... y no ay casa alguna arruinada". 32º "ai quatro arrieros". 34ª Oficios : Un oficial de cantería, un herrador y un herrero. 35ª ."Ai seis jornaleros". 38ª "dos clerigos presviteros curas beneficiados".

En el censo de la matrícula catastral contaba con 34 hogares y 62 vecinos.
En el Diccionario Geográfico de Madoz de 1845-1850, aparte de los límites, lindes y otros datos, se dice del pueblo que tiene "38 casas de mala construcción, poco sólidas y sin ninguna comodidad, entre ellas la consistorial con pósito", también "un molino harinero en bastante mal estado y varios pozos de agua entre los que sobresale el conocido por el bueno a causa de sus abundantes y exquisitas aguas que aprovechan los vecinos para su consumo doméstico" y "el terreno es de mediana calidad, tiene una pequeña parte de viñedo y unos prados para pasto de ganados, produce trigo, cebada, avena, legumbres y vino solo para el abasto del pueblo" y la "población 34 vecinos, 127 almas".

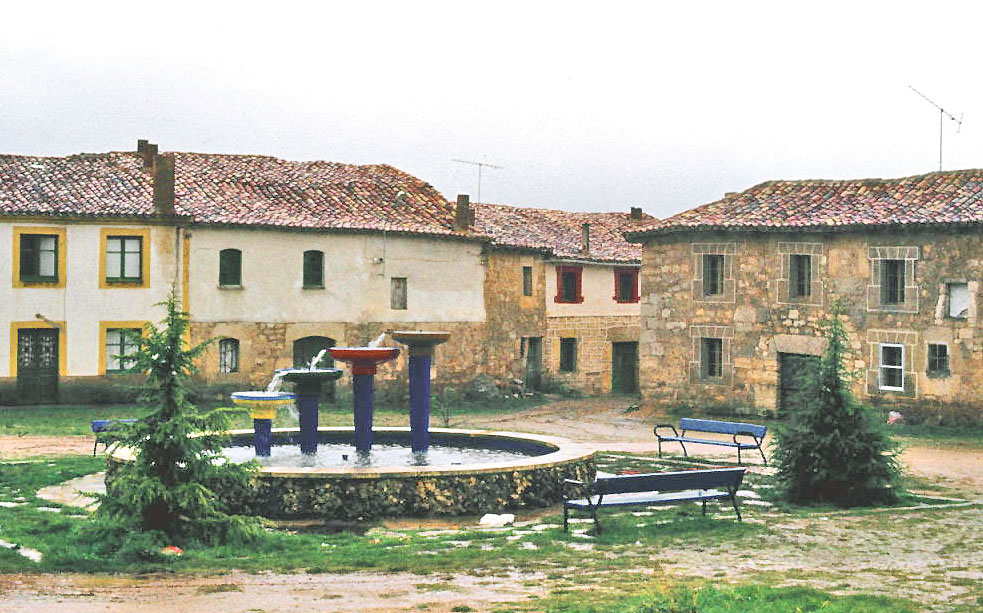
Plaza con fuente a comienzos de la década de 1980

En la actualidad Arenillas pertenece al municipio de Villadiego, (junto con 31 pueblos más) y al partido judicial y provincia de Burgos. Hasta 1969 era ayuntamiento propio junto con las actuales pedanías de Villahernando, Villaute y Villalibado (desde 1857) con sede en Arenillas y juzgado de Paz, contando en el momento de la incorporación conjuntamente las cuatro localidades con 97 vecinos y 391 habitantes. Como toda la comarca y la región, se encuentra en un grave proceso de despoblación (ahora hay solamente veinte habitantes censados y menos de diez viven durante todo el año, aumentando los fines de semana y en verano, sobre todo en agosto. Este proceso comenzó en la década de los sesenta con la emigración principalmente hacia País Vasco, Madrid y Cataluña, problema que se ha agravado en la actualidad con el fallecimiento de los mayores sin relevo generacional.

## Geografía
Se encuentra situado Arenillas de Villadiego en el Noroeste de la cuenca del Duero, discurriendo por sus términos dos subafluentes de este río: el Brullés que nace en Fuencivil y desemboca en el Odra y el río Grande o Sosa que naciendo en Hormicedo se une al Brullés entre el pueblo y Villadiego. Las aguas de todos ellos vierten en el Pisuerga.
Estos ríos han erosionado las tierras modelándolas y eliminando parte de sus arcillas, gravas y arenas, (materiales de relleno del terciario) provocando un paisaje suave con escasas ondulaciones, prácticamente llano y dedicado casi en su totalidad, salvo algo de girasol o lino, al monocultivo de cereales de secano (trigo y cebada). Es muy escasa la vegetación arbórea salvo en las orillas de ambos ríos (álamos, sauces, chopos), sirviendo estas riberas fluviales de corredor faunístico y de hábitat de numerosas especies y rompiendo la monotonía del paisaje que la concentración parcelaria acentuó.
Los árboles frutales son poco abundantes, salvo algunos nogales, manzanos, ciruelos y perales. Tampoco hay muchas huertas, siendo más bien un pasatiempo para auto consumo familiar. Hasta hace unos cuarenta años había viñas en la localidad para la producción del "churro", el vino de la comarca, clarete de baja graduación y bastante acidez y que se consumía en casa durante el año.
La caza es otro de los recursos naturales de la comarca, sobre todo la de la perdiz, codorniz, conejos y liebres, y no es difícil de ver en la actualidad a los esquivos corzos si se pasea por el campo. Económicamente es muy importante ya que aparte del dinero del alquiler de los cotos también dinamiza la hostelería de la zona. Club Deportivo de Cazadores El Cotorro, coto de caza n.º 10.096. Su presidente 2008 es Gustavo Jorge Cuesta Carrera.
En las aguas de los ríos podemos pescar truchas y también bogas y barbos. En la década de los setenta desaparecieron los cangrejos autóctonos debido a la afanomicosis, enfermedad producida por un hongo que portan tanto el cangrejo señal como el rojo, importados ambos de América del Norte y al que estas especies son inmunes.
El clima de la zona es continental, los inviernos son bastante largos y fríos, con temperaturas que bajan de cero fácilmente, (hasta -10 °C) y donde suele nevar y helar habitualmente. Los veranos son muy cortos y secos dándose grandes oscilaciones térmicas entre las horas de mediodía, muy calurosas (hasta 40 °C) y las de la tarde en que suele salir el "cierzo" que obliga a abrigarse y permite dormir bien. Dos son los factores que influyen en la rigurosidad de nuestro clima: la altitud, (unos 860 metros sobre el nivel del mar) lo que hace que el termómetro baje más que en otras zonas, y la cordillera cantábrica que provoca un clima con poca humedad y pluviosidad baja al impedir el paso a la influencia atlántica.

## Demografía
| Gráfica de evolución demográfica de Arenillas de Villadiego entre 1842 y 1960 |
| |
| Población de derecho según los censos de población del INE. Población de hecho según los censos de población del INE.Entre el censo de 1857 y el anterior, crece el término del municipio porque incorpora a Villahernando, Villalibado y Villaute. Entre el censo de 1970 y el anterior, este municipio desaparece porque se integra en el municipio Villadiego. |

## Patrimonio
- Iglesia de San Martín de Tours

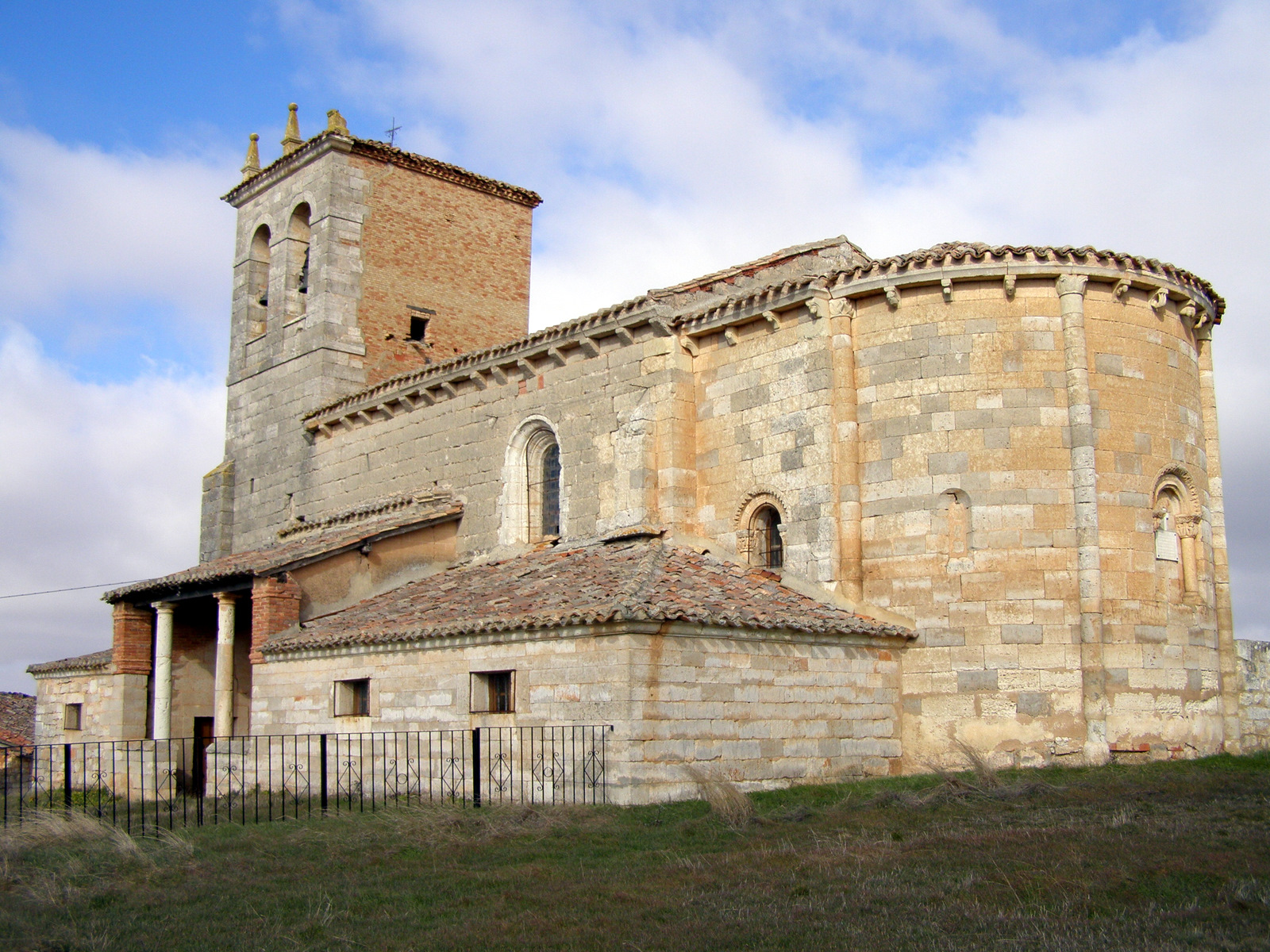
Iglesia de San Martín

La iglesia se encuentra situada en la zona más elevada del pueblo y está orientada hacia el este, es decir, hacia la salida del Sol. Está dedicada a San Martín de Tours que se celebra el 11 de noviembre y es la fiesta local.
En la administración eclesiástica depende de la parroquia de Villadiego en el Arcipestrazgo de Amaya, diócesis de Burgos.

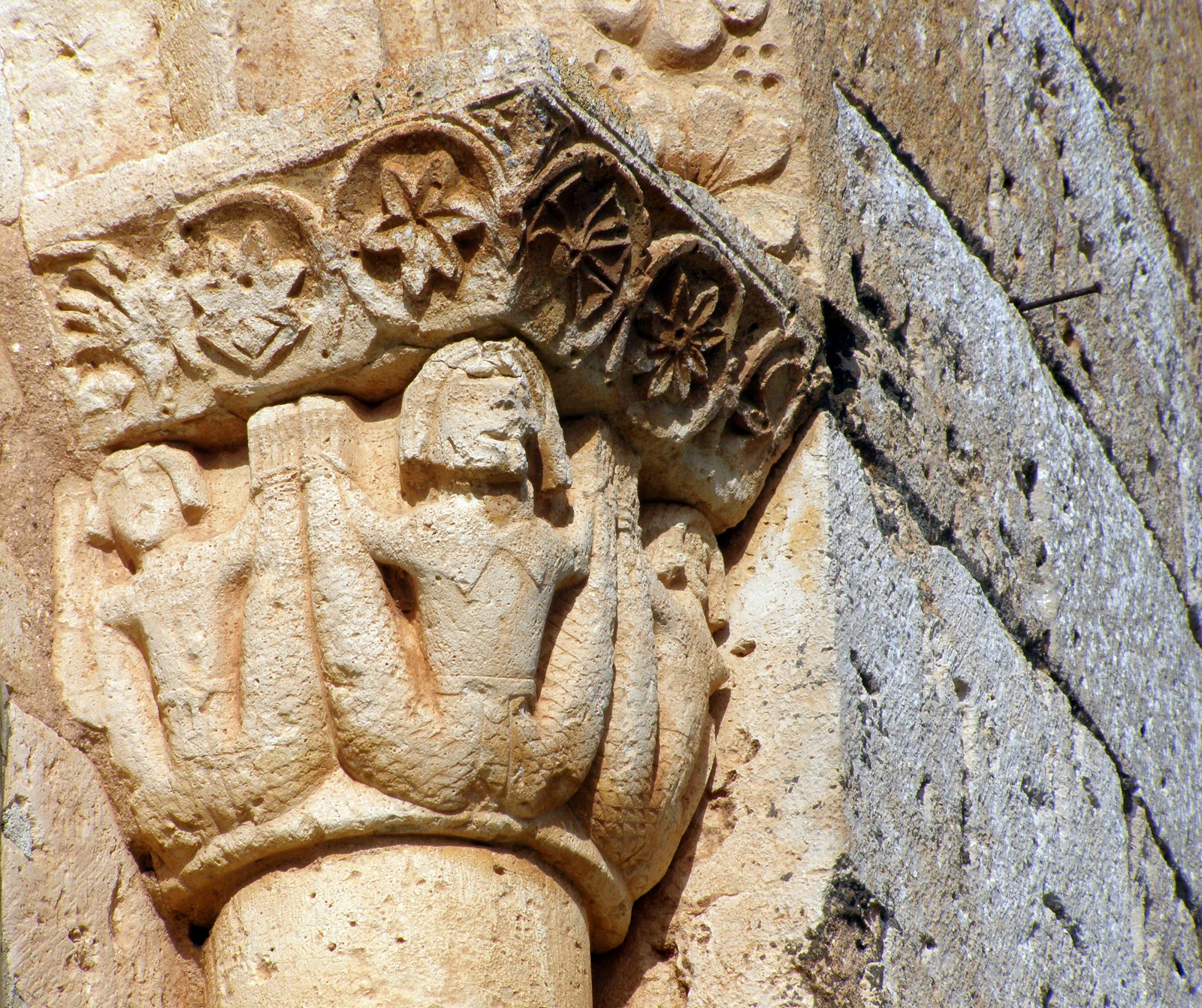
Capitel. Sirenas con dos colas asidas por las manos

Siendo la construcción del templo de finales del siglo XII o más probablemente de principios del siglo siguiente, ha sufrido varios añadidos y restauraciones posteriores, destacando su ábside románico (siglo XII-XIII) que es de planta semicircular, con cuatro lienzos rematados con canecillos y separados por columnas adosadas al muro y rematadas con capiteles. Contiene el ábside tres ventanas decoradas con motivos geométricos, animales y vegetales, sobresaliendo un capitel con sirenas con dos colas y asidas por las manos. Su tímpano tiene forma de abanico. El tercer vano se encuentra en la zona del Campo Santo.
Los arcos de la portada son de un románico más tardío, con decoración de puntas y dientes de sierra y son bastante apuntados, lo que anuncia ya el gótico. El resto del edificio es posterior, seguramente del siglo XIV, al igual que los añadidos de sacristía (sacristía en un lateral de estilo popular del siglo XIX) y pórtico, en donde se reutilizaron dos columnas apoyadas en un antepecho de piedra. Canecillos de factura sencilla.
Torre a los pies de la nave (siglo XVIII). Otros añadidos populares en los laterales (siglos XIX-XX)
Estas reformas no rompen la armonía del edificio y podemos decir que, aunque el conjunto es algo frío y la decoración un poco tosca, es de buena sillería y tiene adecuadas proporciones entre la nave y el ábside que están bien unidos mediante dos columnas acodilladas. Encuadramos el templo dentro del románico tardío de la escuela de Villadiego, cuyo foco de influencia es la iglesia de Boada.

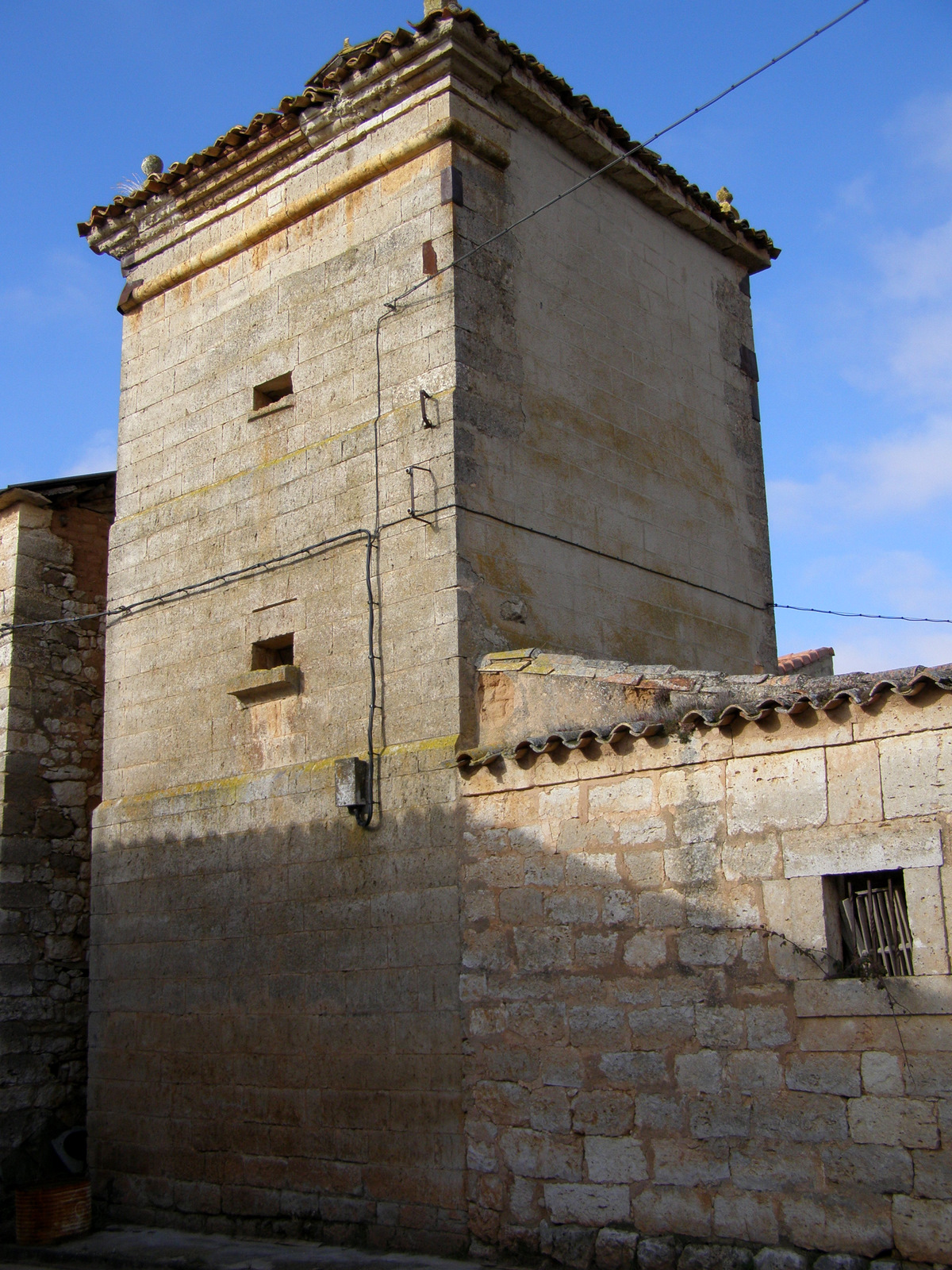
Torre de piedra

En cuanto a su interior, destaca la cabecera de forma semicircular recorrida por dos líneas de imposta que enmarcan las ventanas decoradas con temas geométricos, vegetales y de animales. El arco de triunfo situado delante del presbiterio es igualmente apuntado y con capiteles donde vemos de nuevo figuras zoomorfas y ovas muy estilizadas.
Respecto a los retablos destaca el mayor, que representa a San Martín a caballo entre San Pedro y San Pablo. Es de 1788 en estilo rococó y fue policromado en 1833, salvo el remate del Calvario que es anterior (del siglo XVI). Los retablos laterales de San Miguel y del Niño Jesús son del año 1665 y fueron tallados por Toribio Fernández.
- Torreón[2]

Realizado en sillares de caliza bien escuadrados, presenta planta cuadrada de aproximadamente 5 metros de lado. Tiene tres cuerpos El edificio se encuentra adosado a los muros que delimitan el patio de una casa señorial.